# Kąt między dwiema krzywymi
Kątem przecięcia się dwóch krzywych gładkich (f(x) i g(x)) nazywamy kąt ostry przecięcia się stycznych do danych krzywych w punkcie x0. Tangens tego kąta dla wykresów dwóch funkcji gładkich możemy obliczyć ze wzoru:
{\displaystyle \operatorname {tg} \varphi =\left|{\frac {f'(x_{0})-g'(x_{0})}{1+f'(x_{0})g'(x_{0})}}\right|}    dla    {\displaystyle 1+f'(x_{0})g'(x_{0})\neq 0.}
Jeżeli
{\displaystyle 1+f'(x_{0})g'(x_{0})=0\implies \varphi =90^{\circ }.}

## Wyprowadzenie wzoru
Mamy dane 2 dowolne funkcje f(x) oraz g(x) przecinające się w punkcie x0 oraz różniczkowalne w tym punkcie. Wówczas przez punkt x0 przechodzą styczne do obydwu wykresów, tworzące pewien kąt φ. Kąt nachylenia stycznej do f(x) nazwiemy β (kąt między styczną a osią OX), kąt nachylenia stycznej do g(x) nazwiemy α.
Styczne oraz oś OX tworzy trójkąt, w którym
{\displaystyle \alpha +(\pi -\beta )+\varphi =\pi ,}
stąd mamy, że
{\displaystyle \varphi =\beta -\alpha ,}
więc
{\displaystyle \operatorname {tg} \varphi =\operatorname {tg} (\beta -\alpha ).}
Z prawej strony zastosujemy wzór na tangens różnicy kątów i otrzymujemy:
{\displaystyle \operatorname {tg} \varphi =\left|{\frac {\operatorname {tg} \beta -\operatorname {tg} \alpha }{1+\operatorname {tg} \beta \operatorname {tg} \alpha }}\right|.}
Wiemy również, że
{\displaystyle \operatorname {tg} \beta =f'(x_{0})} oraz {\displaystyle \operatorname {tg} \alpha =g'(x_{0}).}
Podstawiając do wzoru, otrzymujemy
{\displaystyle \operatorname {tg} \varphi =\left|{\frac {f'(x_{0})-g'(x_{0})}{1+f'(x_{0})g'(x_{0})}}\right|.}